# Força Real de Mísseis Estratégicos da Arábia Saudita
A Força de Mísseis Estratégicos da Arábia Saudita (em árabe: قوة الصواريخ الإستراتيجية الملكية السعودية) ou FRMEAS é o quinto ramo das Forças Armadas da Arábia Saudita, responsável pelo lançamento de mísseis estratégicos de longo alcance.

## Inventario
| Modelo | Imagem | Origem | Quantidade | Detalhes |
| ------ | ------ | ------ | ---------- | --- |
| DF-3   |        | China  | Secreta    | A principal arma da FRMEAS é o chinês DF-3 (CSS-2, míssil Dongfeng ), que carrega uma ogiva convencional de alto explosivo (2150 kg) e é uma variante do míssil balístico de alcance intermediário DongFeng 3A . O míssil tem um alcance máximo de 4.000 km e foi entregue seguindo um pedido feito pela Arábia Saudita em 1987.Cerca de 50 mísseis (de acordo com o SIPRI) e 9~12 lançadores transportadores eretores (TEL) foram entregues em 1988, no entanto nenhum teste de lançamento conhecido foi feito no país. A Arábia Saudita os exibiu publicamente pela primeira vez em 2014. |
| DF-21  |        | China  | Secreta    | Em 2013, surgiram relatos da mídia sugerindo que o RSSMF consideraria comprar o avançado míssil balístico DF-21 da China no futuro. Em janeiro de 2014, a Newsweek revelou que a Arábia Saudita havia comprado secretamente vários mísseis balísticos de médio alcance DF-21 em 2007. Eles também disseram que a CIA americana havia permitido que o acordo fosse concluído enquanto o mísseis foram modificados para não serem capazes de transportar ogivas nucleares . Embora o DF-3 tenha um alcance maior, ele foi projetado para transportar uma carga nuclear e, portanto, tinha baixa precisão (300 metros CEP) se usado com uma ogiva convencional. Só seria útil contra alvos de grande área, como cidades e bases militares. Isso os tornou inúteis durante a Guerra do Golfo para retaliar os ataques de mísseis Scud iraquianos , pois causariam baixas civis em massa e não seriam tão eficazes quanto os ataques aéreos da coalizão em andamento. Após a guerra, os sauditas e a CIA trabalharam juntos para permitir secretamente a compra de DF-21 chineses. O DF-21 é movido a combustível sólido em vez de combustível líquido como o DF-3, então leva menos tempo para se preparar para o lançamento. Tem precisão de 30 metros CEP, permitindo que ele ataque alvos específicos como compostos ou palácios. Os sauditas não são conhecidos por possuírem lançadores móveis, mas podem usar cerca de 100~125 lançadores comprados originalmente com os DF-3s. O número de mísseis DF-21 que foram comprados é desconhecido. A Newsweek especula que os detalhes da divulgação do acordo fazem parte da dissuasão saudita contra o Irã. |